# Ketoi
Ketoi (en rus: Кетой; en japonès 計吐夷島; Ketoi-tō) és una illa volcànica deshabitada que es troba al centre de les illes Kurils, a la mar d'Okhotsk, al nord-oest de l'oceà Pacífic. El seu nom deriva de l'ainu per a "esquelet" o "dolent".

## Geografia
La forma de l'illa és gairebé circular, amb uns 10 km de llargada per uns 9 d'amplada, amb una superfície de 71,25 km².  La longitud de la línia de costa és de 38,3 quilòmetres. Malgrat tenir una superfície relativament petita, l'illa té molta diversitat paisatgística, que s'explica per la seva complexa geomorfologia, amb la presència de cons estratovolcànics, calderes, colades de lava , altiplans volcànics, valls, penya-segats, terrasses marines i platges de pedres.
El punt més alt és el mont Ketoi, un estratovolcà, que s'eleva fins als 1.172 msnm i que es troba a l'est del llac de caldera d'aigua dolça d'1,5 km d'amplada. El llac té 110 metres de profunditat i la seva superfície es troba a 667 msnm. Les aigües de les fonts termals del llac contenen estronci, la qual cosa les fa potencialment interessants per a la indústria metal·lúrgica.
El segon cim és Pal·lassa, de 993 msnm, que es troba al centre de l'illa i que encara és un volcà actiu. Va tenir una important erupció del 1846 al 1847 i el 1960 va tenir la darrera erupció confirmada. El 2013 i 2018 va tenir possibles erupcions no acabades de confirmar. També té un llac de caldera, el llac Glazok, d'uns 300 metres d'ample i 40 metres de profunditat, amb aigua àcida.

## Història
Ketoi no tenia població estable abans del contacte europeu, però era visitat durant l'estiu per les tribus ainu de Ràsxua per caçar. Els membres de l'expedició russa que van visitar l'illa el 1811 van trobar les restes d'una creu de fusta amb la paraula "Déu", que es va presentar com a prova de la progressiva cristianització i russificació dels ainu; tanmateix, un cens de l'any 1831 no va trobar habitants permanents. Reclamada per l'Imperi Rus, la sobirania va passar a l'Imperi Japonès pel Tractat de Sant Petersburg juntament amb la resta de les illes Kurils. Després de la Segona Guerra Mundial l'illa va passar sota el control de la Unió Soviètica, i ara està administrada com a part de l'Oblast de Sakhalín de la Federació Russa.